# Supercupen damer 2007
La Supercoppa di Svezia 2007 di calcio femminile, ufficialmente Supercupen damer 2007 è stata la prima edizione della competizione. Disputata il 1º aprile 2007 allo stadio Norrköpings Idrottspark di Norrköping tra le campionesse di Svezia dell'Umeå IK e le detentrici della Coppa di Svezia del Linköping. L'Umeå IK vinse la partita per 1-3.

## Partecipanti
| Squadre   | Qualificazione                           | Partecipazioni precedenti (il grassetto indica la vittoria) |
| --------- | ---------------------------------------- | ----------------------------------------------------------- |
| Umeå IK   | Vincitore della Damallsvenskan 2007      | Nessuna                                                     |
| Linköping | Vincitore della Svenska Cupen damer 2007 | Nessuna                                                     |

## Tabellino
| Arbitro: | Palmqvist (Sundsvall) |

|              |           |                              |
| Aronsson 10’ | Marcatori | 51’ Westberg 67’, 83’ Edlund |